# Роншан (коммуна)
Ронша́н (фр. Ronchamp) — коммуна во Франции, находится в регионе Франш-Конте. Департамент — Верхняя Сона. Входит в состав кантона Шампанье. Округ коммуны — Люр.
Код INSEE коммуны — 70451.

## География
Коммуна расположена приблизительно в 350 км к востоку от Парижа, в 70 км северо-восточнее Безансона, в 37 км к востоку от Везуля.
По территории коммуны протекает река Раэн. Большая часть территории коммуны покрыта лесами.

## Население
Население коммуны на 2010 год составляло 2919 человек.
| 1962 | 1968 | 1975 | 1982 | 1990 | 1999 | 2010 |
| ---- | ---- | ---- | ---- | ---- | ---- | ---- |
| 2981 | 3058 | 3087 | 3132 | 3088 | 2964 | 2919 |

## Администрация
| Период | Период | Фамилия          | Партия       | Примечания |
| ------ | ------ | ---------------- | ------------ | ---------- |
| 2001   | 2008   | Реймон Массинжер | Разные левые |            |
| 2008   | 2014   | Жан-Клод Миль    | Разные левые |            |

## Экономика
В 2010 году среди 1766 человек трудоспособного возраста (15—64 лет) 1210 были экономически активными, 556 — неактивными (показатель активности — 68,5 %, в 1999 году было 62,2 %). Из 1210 активных жителей работали 1021 человек (589 мужчин и 432 женщины), безработных было 189 (92 мужчины и 97 женщин). Среди 556 неактивных 116 человек были учениками или студентами, 213 — пенсионерами, 227 были неактивными по другим причинам.

## Достопримечательности
- Часовня Нотр-Дам-дю-О (1953 год). Исторический памятник с 1965 года[3]
- Здание школы (1938 год). Исторический памятник с 2008 года[4]
- Надшахтный копёр шахты Св. Марии (1924 год). Исторический памятник с 2001 года[5]

## Фотогалерея
- Роншан
- Интерьер церкви Нотр-Дам
- Музей Марселя Молини
- Шахта Св. Марии